# 山倉村 (新潟県)
山倉村（やまくらむら）は、かつて新潟県北蒲原郡にあった村。

## 沿革
- 1889年（明治22年）4月1日 - 町村制施行に伴い北蒲原郡山倉村、折居村新田、長起新村新田、島田新村新田、上蔵野新村新田、下蔵野新村新田、村岡村、滝沢村、能堂村、能堂村新田、上高関村、上西野新村新田、下西野新村新田、山倉村新田、山倉村新田地先、上関口新村新田、下関口新村新田、東沖村新田、西沖村新田、南沖山新村新田、北沖山新村新田、藤屋新田、飯山新村新田、山倉村外六カ村入会地先飯山秣之内、向中之通、中村新村新田、下牧野新村新田、中牧野新村新田、上牧野新村新田が合併し、山倉村が発足。
- 1901年（明治34年）11月1日 - 北蒲原郡天神塚村と合併し、神山村となり消滅。
- 1956年（昭和31年）9月30日 - 神山村が北蒲原郡笹岡村と合併し、笹神村となり消滅。
- 1958年（昭和33年）8月1日 - 笹神村から旧村域の大字滝沢の一部が分離し、北蒲原郡豊浦町に編入。